# Hillman Husky
Der Hillman Husky ist ein 3-türiger Kombi der Mittelklasse, den Hillman von 1954 bis 1965 auf Basis des jeweiligen Hillman Minx anbot. Von 1967 bis 1970 wurde nochmals ein 3-türiger Kombi namens Hillman Husky, diesmal auf Basis des Kleinwagens Hillman Imp, gebaut.

## Husky Mark I
Der dreitürige Husky Mark I basiert auf dem Modell Minx Mark VIII (von dem es einen viertürigen Kombi gab) und hat einen seitengesteuerten Vierzylinder-Reihenmotor mit 1265 cm³ Hubraum einem einzelnen Zenith-Vergaser und 35 bhp (25,7 kW) Leistung. Das manuelle Vierganggetriebe wird über einen Mittelschalthebel bedient. Der Husky hat zwei Einzelsitze vorne und eine umklappbare Sitzbank hinten. Die Sitzbezüge sind aus Leder. Heizung und Radio waren als Sonderausstattung erhältlich. Die Hecktüre ist rechts angeschlagen. Die Höchstgeschwindigkeit des Wagens beträgt 104 km/h.
1954 wurden die Wagen in den Farben blau, grau, grün oder sandfarben angeboten. 1957 wurde die Produktion eingestellt. 42.000 Exemplare waren bis dahin entstanden.

## Husky Serie I–III

### Serie I
1958 erschien der Hillman Husky Serie I, der auf dem Modell Minx Serie I basiert. Der damals neue obengesteuerte Vierzylinder-Reihenmotor hat 1390 cm³ Hubraum und entwickelt 43 bhp (31,6 kW). Im Unterschied zum Vorgänger gab es nur ein Dreiganggetriebe. Dieses Modell erreicht 114 km/h.

### Serie II
1960 löste der Hillman Husky Serie II den Husky Serie I ab. Der Motor mit gleichem Hubraum leistet nun 47,5 bhp (35 kW). Die höhere Leistung wird durch eine Erhöhung der Verdichtung auf 8 : 1 erreicht. Das Dreiganggetriebe des Vorgängers wurde durch ein Vierganggetriebe abgelöst. Die Höchstgeschwindigkeit des Wagens liegt bei 118 km/h.

### Serie III
1963 kam der Hillman Husky Series III mit geringen Änderungen und dem Motor des Vorgängers. Eine andere Hinterachsübersetzung verleiht ihm eine Höchstgeschwindigkeit von 124 km/h. Ab 1964 gab es ein vollsynchronisiertes Getriebe. 1965 wurde der Mittelklasse-Husky ohne Nachfolger eingestellt.

### Galeriebilder

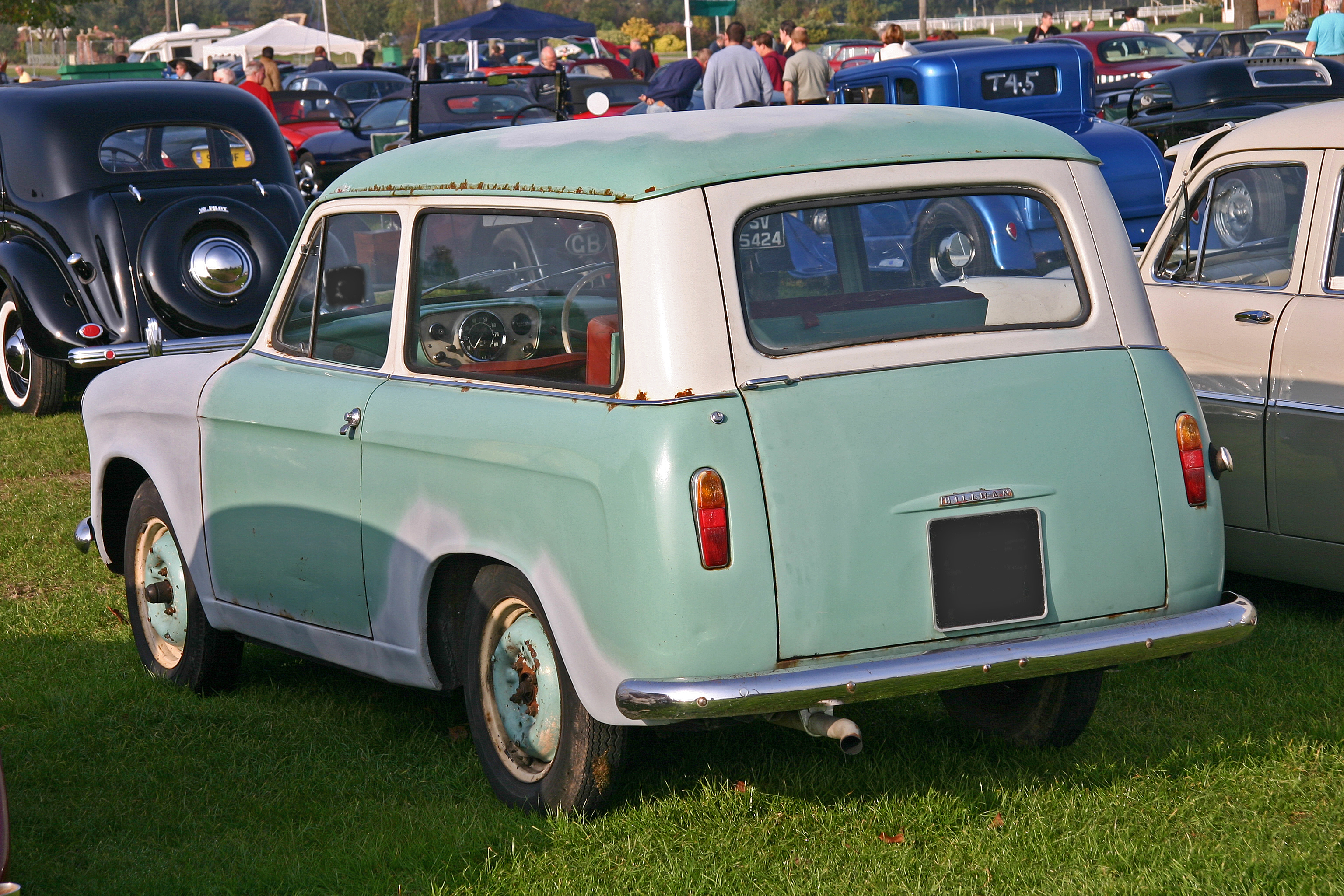
Serie I Heckansicht
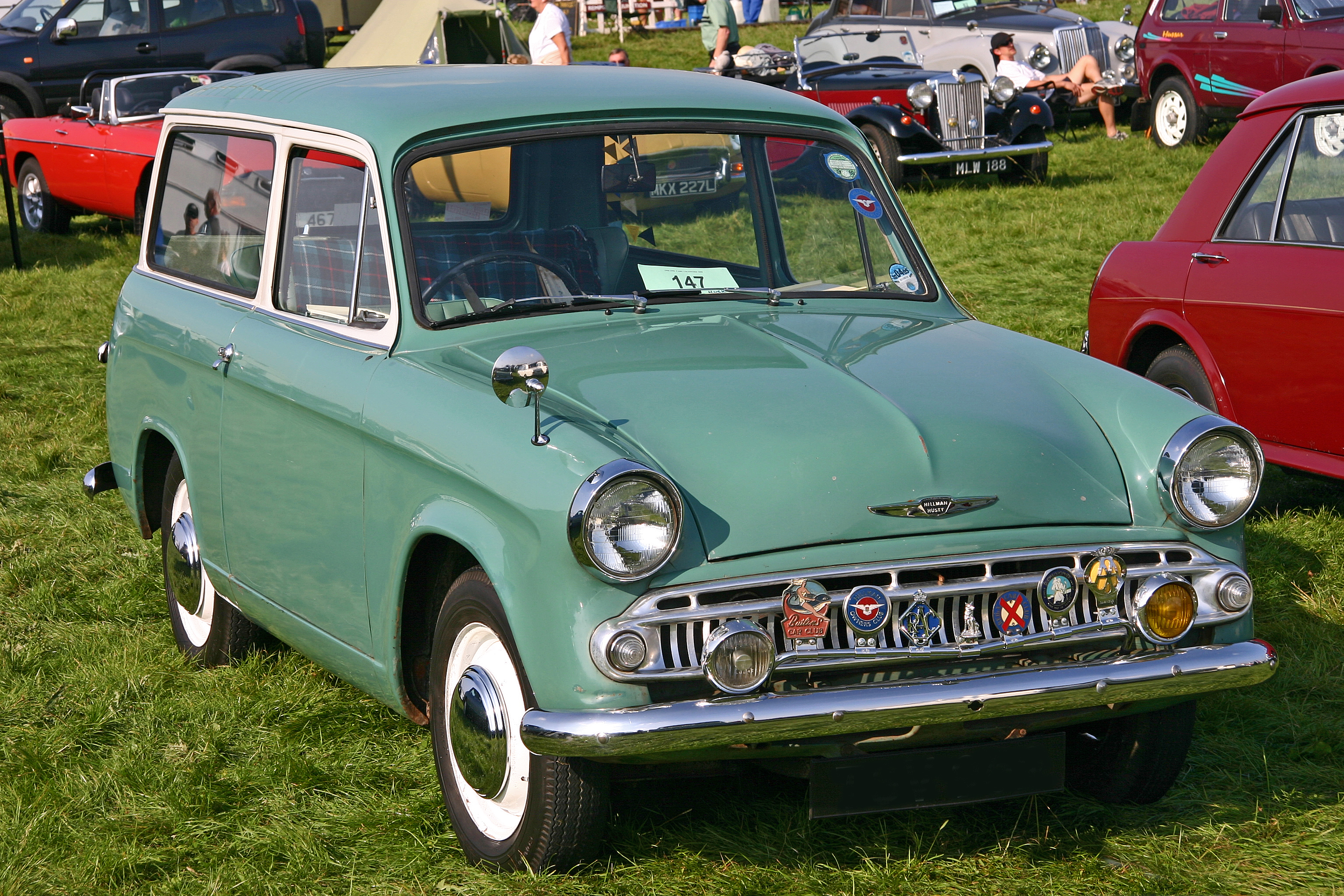
Husky Serie II
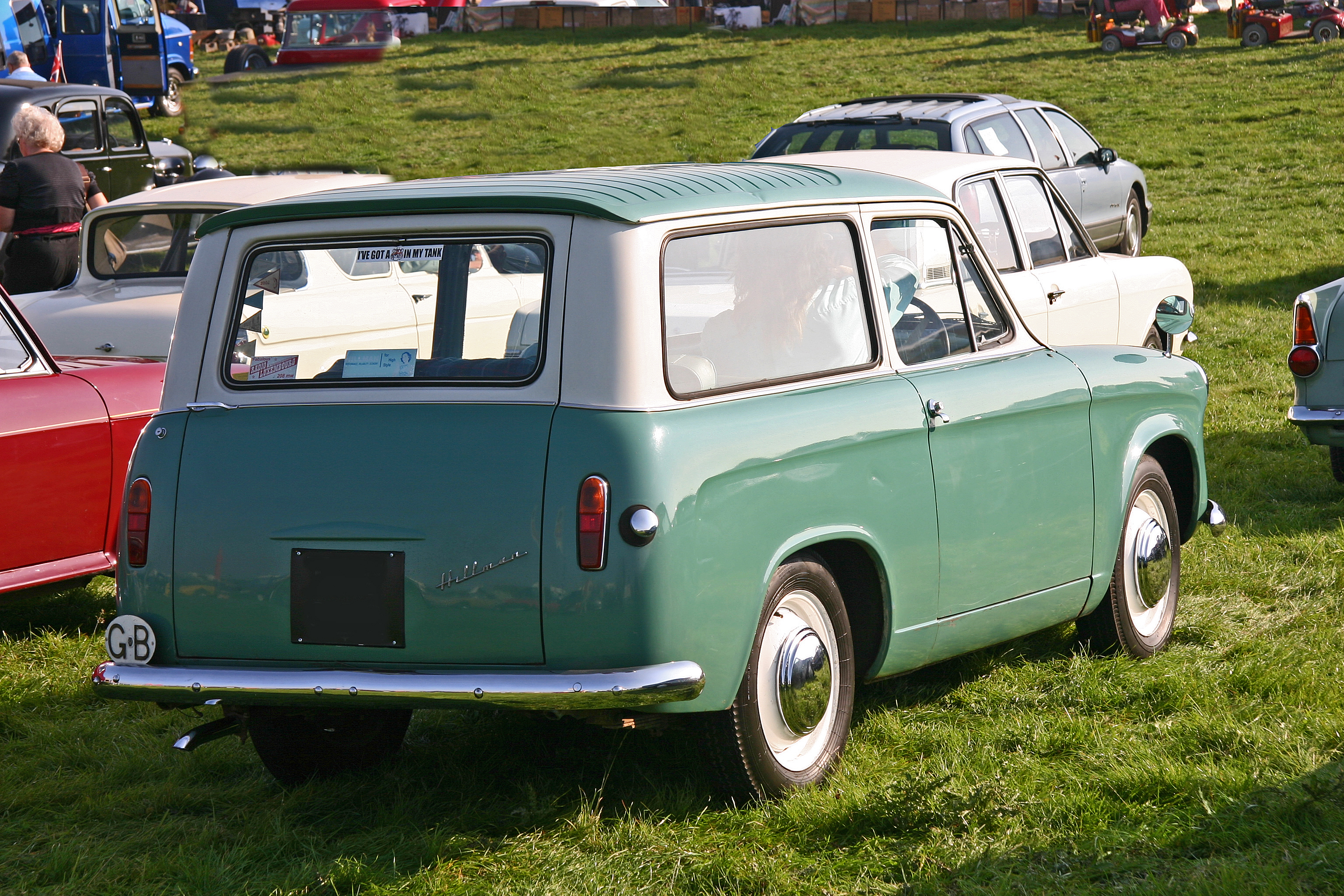
Serie II Heckansicht
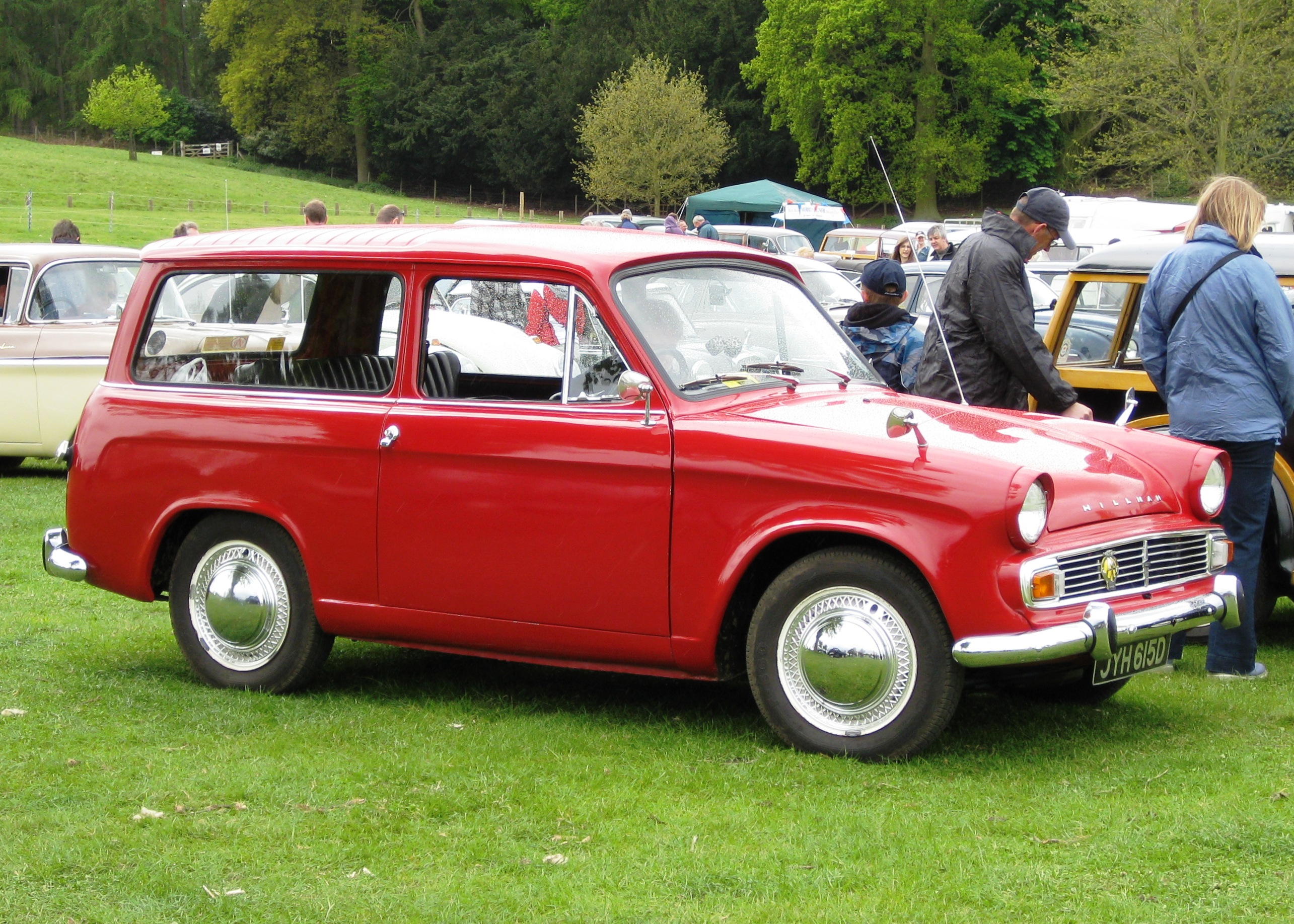
Husky Serie III

## Husky  (1967–1970)
Von April 1967 bis 1970 wurde nochmals ein Hillman Husky angeboten, der mit seinen Vorgängern nicht das Geringste gemein hatte: Er ist die 3-türige Kombiversion des Kleinwagens Hillman Imp Mark II. Wie dieser hat er einen Vierzylinder-Reihenmotor mit obenliegender Nockenwelle im Heck, der bei einem Hubraum von 875 cm³ eine Leistung von 39 bhp (29 kW) entwickelt. Er erreicht eine Geschwindigkeit von 122 km/h.
Wie sein Vorgänger, der auf dem Imp Mark I basierende Imp Estate, basierte der Husky auf der 2-türigen Imp-Limousine, deren Dach um 100 mm angehoben wurde, um mehr Ladehöhe zu schaffen. Das flache Dach ist durch Sicken verstärkt und innen mit schallschluckendem Schaumstoff verkleidet. Anders als seine Mittelklasse-Vorgänger hat dieser Husky eine oben angeschlagene Heckklappe, die bis zum Ladeboden herunterreicht. Der vordere Teil der hinteren Seitenfenster ist als Schiebefenster ausgelegt. Um den Laderaum auf bis zu 1,4 m³ zu erweitern, kann die Lehne der Rücksitzbank umgelegt werden. Die Aufhängung der Hinterachse, ihre Federn und ihre Stoßdämpfer sind gegenüber der Limousinenversion verstärkt, um eine höhere Zuladung zu ermöglichen. Dadurch verbessert sich auch die Straßenlage gegenüber der Limousine, da sich der Kombi in Kurven nicht so stark zur Seite neigt.
1970 beendete Chrysler, der neue Eigentümer der Rootes-Gruppe die Fertigung des Husky.

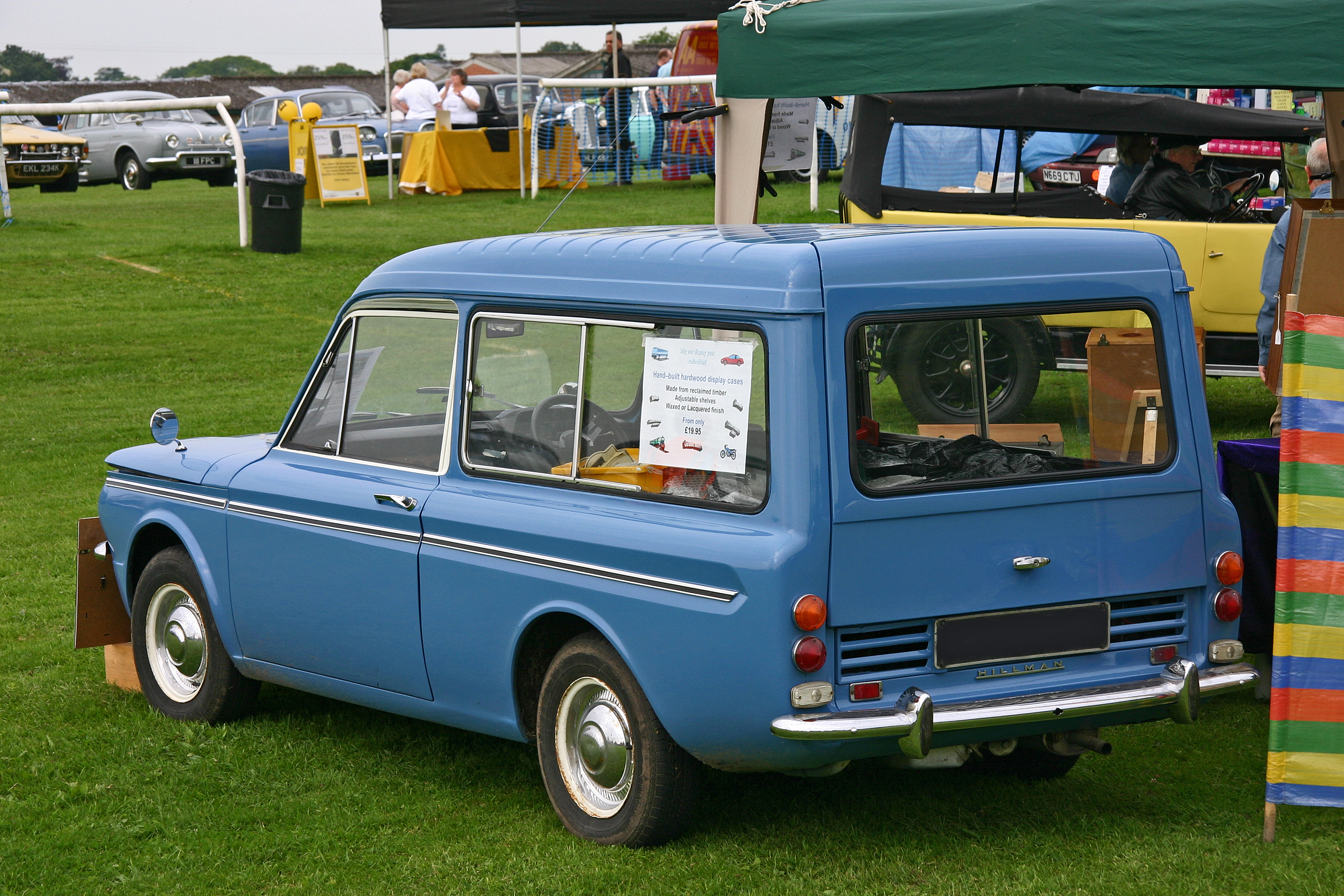
Heckansicht